# Una cartolina/Tutto o niente
Una cartolina/Tutto o niente è un singolo della cantante italiana Marisa Sannia pubblicato dalla casa discografica Cetra nel 1966.

## Descrizione
Il brano natalizio Una cartolina ebbe un buon numero di passaggi radiofonici e televisivi (Veglia di Natale 24 Dicembre 1966), riscuotendo un buon successo.
Il brano Tutto o niente ha partecipato alla trasmissione televisiva Scala reale nel 1966.

## Tracce
1. Una cartolina
2. Tutto o niente